# Release Magazine
Release Magazine (znany też jako Release Music Magazine) – szwedzki anglojęzyczny magazyn i strona internetowa. Założony w 1986, wydawany do 1998 roku, funkcjonujący od 1997 roku jako strona internetowa, releasemagazine.net. 
Release Magazine jest jednym z najstarszych i najpopularniejszych magazynów poświęconych muzyce alternatywnej w Europie. Specjalizuje się w muzyce elektronicznej, industrialnej i gotyckiej.

## Historia i profil
Release Music Magazine założyła w 1986 roku w Umeå Britta Näsman prowadząc go przez pierwsze lata, dla zabawy, jako niewielki fanzin formatu A5 w języku szwedzkim. W magazynie znajdowały się felietony, recenzje, wiadomości, ogłoszenia drobne oraz przewodnik po trasach koncertowych. Kiedy Näsman przeniosła się do Belgii magazyn stopniowo przejęli z jej rąk Mikael Kahrle i Lotta Kahrle (wówczas Jansson) przekształcając go z czasem w rzeczywisty magazyn. Pierwszy numer z 1991 został stworzony przy użyciu komputera w formacie A4 na błyszczącym papierze. W następnym roku Mikael i Lotta założyli firmę, Release Musik & Media z siedzibą w Göteborgu. W kolejnych latach unowocześniono szatę graficzną magazynu. Był on dystrybuowany w stoiskach z gazetami, w sklepach płytowych, supermarketach, na stacjach benzynowych i w bibliotekach. W drugiej połowie lat 90. nakład magazynu wzrósł do 10 tysięcy egzemplarzy, dzięki czemu stał się jednym z najważniejszych magazynów muzycznych w Szwecji. W 1997 roku uruchomiona została strona internetowa w języku angielskim. W sierpniu 1998 roku zaprzestano drukowania magazynu jako czasopisma.
Tematem magazynu online są recenzje i wiadomości muzyczne oraz wywiady, przeprowadzone w przeszłości z takimi zespołami i muzykami jak: Rammstein, Ministry, Martin Gore, The Jesus and Mary Chain czy Fields of the Nephilim.